# Verrona
Verrona (łac. Diocesis Verronensis) – stolica historycznej diecezji we Cesarstwie rzymskim w prowincji Mauretania Cezarensis, zlikwidowana w VII w. podczas ekspansji islamskiej, współcześnie w północnej Algierii. Obecnie katolickie biskupstwo tytularne. 

## Biskupi tytularni
| Lp. | Biskup                   | Funkcja                                  | Od                | Do              |
| --- | ------------------------ | ---------------------------------------- | ----------------- | --------------- |
| 1   | Eugenio Beitia Aldazabal | emerytowany biskup Santander (Hiszpania) | 23 stycznia 1965  | 11 grudnia 1970 |
| 2   | Eric Gerard Perkins      | biskup pomocniczy Melbourne (Australia)  | 16 listopada 1972 | 27 maja 1998    |
| 3   | James Francis McCarthy   | biskup pomocniczy Nowego Jorku (USA)     | 11 maja 1999      |                 |